# Кубок Первого канала по фигурному катанию среди юниоров 2024
Кубок Первого канала по фигурному катанию среди юниоров 2024 — командное соревнование по фигурному катанию, организуемое Федерацией фигурного катания на коньках России совместно с «Первым каналом». Мероприятие состоялось 7 декабря 2024 года в ледовом дворце «ЦСКА Арена» в Москве.

## Участники и результаты
Участники турнира разделены на две команды — «Малиновые» и «Оранжевые». Капитаном «Малиновых» стал танцор Матвей Самохин, капитаном «Оранжевых» — парник Даниль Галимов. Наставником «Малиновых» стала Анна Щербакова, наставником «Оранжевых» — Александра Трусова. Ведущие — Евгения Медведева и Максим Траньков, на выступлениях танцевальных дуэтов соведущим также был Никита Кацалапов. Влог для «Первого канала» вели Алина Загитова и Марк Кондратюк.
Участники выступали только с произвольными программами. Оценки начислялись по олимпийской системе.
В перерывах между соревновательными выступлениями с показательными номерами выступали Елизавета Пасечник и Дарио Чиризано, Василиса Кагановская и Максим Некрасов, Владислав Дикиджи, Марк Кондратюк и Софья Акатьева.
Победителем турнира стала команда «Оранжевые», обыграв команду «Малиновые» со счётом 85:84. Победители получили приз в 1,5 млн рублей, занявшие второе место — 1 млн рублей.
|                | Оранжевые                                                                                                   | Малиновые |
| Мужчины        | - Никита Сарновский - Эдуард Карартынян - Александр Семков                                                  | - Лев Лазарев - Николай Колесников - Вадим Воронов                                                                  |
| Женщины        | - Елена Костылева - Елизавета Андреева - Алёна Принёва                                                      | - Маргарита Базылюк - Алиса Двоеглазова - Лидия Плескачёва                                                          |
| Парное катание | - Полина Шешелева и Егор Карнаухов - Вероника Меренкова и Даниль Галимов (К) - Зоя Ковязина и Артемий Мохов | - Таисия Щербинина и Артём Петров - Анастасия Чернышёва и Владислав Вильчик - София Диана Касинс и Александр Брегей |
| Танцы на льду  | - Мария Фефелова и Артём Валов - Арина Горшенина и Илья Макаров                                             | - Елизавета Малеина и Матвей Самохин (К) - Зоя Пестова и Сергей Лагутов                                             |
| Наставники     | - Александра Трусова                                                                                        | - Анна Щербакова |
| Итоговый счёт  | 85 | 84 |